# Niutang (köpinghuvudort i Kina, Jiangsu Sheng, lat 31,73, long 119,89)
Niutang (kinesiska: 牛塘, 牛塘镇) är en köpinghuvudort i Kina. Den ligger i provinsen Jiangsu, i den östra delen av landet, omkring 110 kilometer öster om provinshuvudstaden Nanjing. Antalet invånare är 87 555. Befolkningen består av 41 565 kvinnor och 45 990 män. Barn under 15 år utgör 12,0 %, vuxna 15-64 år 81 %, och äldre över 65 år 5,0 %.
Runt Niutang är det tätbefolkat, med 913 invånare per kvadratkilometer. Närmaste större samhälle är Changzhou, 7,1 km nordost om Niutang. Trakten runt Niutang består till största delen av jordbruksmark.
Genomsnittlig årsnederbörd är 1 525 millimeter. Den regnigaste månaden är juli, med i genomsnitt 289 mm nederbörd, och den torraste är januari, med 43 mm nederbörd.